# Gracià (fill de Teodosi I)
Gracià (en llatí: Gratianus) va ser un fill de Teodosi el Gran, nascut de la seva segona dona, Gal·la. Va morir abans que el seu pare. És esmentat per Ambròs de Milà